# Deutsche Leichtathletik-Meisterschaften 1962
Die 62. Deutschen Leichtathletik-Meisterschaften wurden vom 27. bis 29. Juli 1962 im Hamburger Volksparkstadion ausgetragen.

## Ausgelagerte Disziplinen
Wie in den Jahren zuvor wurden weitere Meisterschaftstitel an verschiedenen anderen Orten vergebent:
- Waldläufe – Saarbrücken, 15. April mit Einzel- / Mannschaftswertungen auf zwei Streckenlängen für die Männer (Mittel- / Langstrecke) und einer Mittelstrecke für die Frauen mit jeweils Einzel- / Mannschaftswertungen
- Mehrkämpfe (Frauen: Fünfkampf) / (Männer: Fünfkampf und Zehnkampf) – Hamm, 23./24. Juni mit Einzel- und Mannschaftswertungen
- Marathonlauf (Männer) sowie 20-km- und 50-km-Gehen (Männer) – Altenrath, 30. Juni mit jeweils Einzel- und Mannschaftswertungen

## Sportliche Leistungen
Seinen letzten Meistertitel errang in diesem Jahr Dieter Möhring, der das Kunststück vollbrachte, Deutscher Meister in sehr unterschiedlichen Disziplinen zu werden: Stabhochsprung (1958/1962), Diskuswurf (1959/1960) und Zehnkampf (1957).

## Medaillengewinner Männer
Die folgenden Übersichten fassen die Medaillengewinner und -gewinnerinnen zusammen. Eine ausführlichere Übersicht mit den jeweils ersten sechs in den einzelnen Disziplinen findet sich unter dem Link Deutsche Leichtathletik-Meisterschaften 1962/Resultate.
| Disziplin                                   | Gold                                                                                 | Leistung             | Silber                                                               | Leistung             | Bronze                                                                                | Leistung              |
| ------------------------------------------- | ------------------------------------------------------------------------------------ | -------------------- | -------------------------------------------------------------------- | -------------------- | ------------------------------------------------------------------------------------- | --------------------- |
| 100 m                                       | Heinz Schumann (Werder Bremen)                                                       | 10,7 s00             | Alfred Hebauf (Eintracht Frankfurt)                                  | 10,7 s00             | Fritz Roderfeld (Rot-Weiß Oberhausen)                                                 | 10,8 s00              |
| 200 m                                       | Manfred Germar (ASV Köln)                                                            | 21,0 s00             | Johannes Kaiser (Wuppertaler SV)                                     | 21,2 s00             | Heinz Schumann (Werder Bremen)                                                        | 21,4 s00              |
| 400 m                                       | Hans-Joachim Reske (TSV Bayer 04 Leverkusen)                                         | 46,1 s00             | Manfred Kinder (Wuppertaler SV)                                      | 46,1 s00             | Johannes Schmitt (ASV Köln)                                                           | 46,6 s00              |
| 800 m                                       | Paul Schmidt (OSV Hörde)                                                             | 1:49,2 min           | Siegfried Nürnberger (OSV Hörde)                                     | 1:49,4 min           | Herbert Missalla (TSV Bayer 04 Leverkusen)                                            | 1:49,5 min            |
| 1500 m                                      | Harald Norpoth (DJK SSG Telgte)                                                      | 3:42,8 min           | Karl Eyerkaufer (FSV Frankfurt)                                      | 3:43,1 min           | Heinz Böthling (VfL Wolfsburg)                                                        | 3:43,6 min            |
| 5000 m                                      | Peter Kubicki (SCC Berlin)                                                           | 14:03,2 min          | Horst Flosbach (Solinger LC)                                         | 14:03,8 min          | Hans Tiebing (TuB Bocholt)                                                            | 14:03,8 min           |
| 10.000 m                                    | Peter Kubicki (SCC Berlin)                                                           | 29:15,8 min          | Gustav Disse (SC Dahlhausen)                                         | 29:24,4 min          | Roland Watschke (VfL Wolfsburg)                                                       | 29:29,4 min           |
| Marathon                                    | Werner Zylka (Barmer TV 1846 Wuppertal)                                              | 2:36:37,6 h00        | Heinrich Arians (TSR Olympia Wilhelmshaven)                          | 2:28:47,2 h00        | Alfred Gau (VfL Wolfsburg)                                                            | 2:32:09,0 h00         |
| Marathon, Mannschaftswertung                | TSR Olympia WilhelmshavenHeinrich Arians Hans-Dieter Simonsen Wilhelm Gänßler        | 7:38:51,4 h00        | VfL WolfsburgAlfred Gau Karl-Heinz Speckmann Alfons Ida              | 7:57:39,8 h00        | SCC BerlinHermann Brecht Gideon Papke Günter Thiele                                   | 7:51:51,2 h00         |
| 110 m Hürden                                | Klaus Nüske (ASV Berlin)                                                             | 14,3 s00             | Klaus Winter (ASV Berlin)                                            | 14,4 s00             | Herbert Stürmer (SV Siemens Nürnberg)                                                 | 14,5 s00              |
| 200 m Hürden                                | Willi Holdorf (TSV Bayer 04 Leverkusen)                                              | 24,0 s00             | Wolfgang Wagner (OSC Höchst)                                         | 24,1 s00             | Klaus Kaiser (Solinger LC)                                                            | 24,4 s00              |
| 400 m Hürden                                | Helmut Janz (VfL Gladbeck)                                                           | 51,0 s00             | Jörg Neumann (ASV Berlin)                                            | 52,2 s00             | Heinz-Hermann Schunk (Meidericher SV)                                                 | 52,6 s00              |
| 3000 m Hindernis                            | Wolfgang Fricke (Polizei-SV Hannover)                                                | 8:50,2 min           | Hans Widl (TSV 1860 München)                                         | 8:53,2 min           | Ludwig Müller (KSV Hessen Kassel)                                                     | 8:57,8 min            |
| 4 × 100 m Staffel                           | Eintracht FrankfurtAlbrecht Lüdtke Alfred Hebauf Marcel Wendelin Hans-Joachim Bender | 40,3 s00             | ASV KölnHans Peters Klaus Ulonska Gottfried Deckstein Manfred Germar | 40,7 s00             | Stuttgarter KickersWerner von Moltke Heinz Kipp Paul Schweickhardt Hans-Jürgen Felsen | 41,0 s00              |
| 4 × 400 m Staffel                           | Wuppertaler SVKlaus Langele Johannes Kaiser Klaus Wengoborski Manfred Kinder         | 3:10,8 min           | USC HeidelbergHelmuth Joho Matt Lörsch Wilfried Kindermann           | 3:12,3 min           | TSV 1860 MünchenBurkhart Quantz Helmut Huber Manfred Bönisch Radday                   | 3:12,5 min            |
| 3 × 1000 m Staffel                          | Polizei SV BerlinHans-Joachim Kowalewsky Klaus-Jürgen Lehmann Jörg Balke             | 7:16,8 min           | Berliner SCOlaf Lawrenz Günter Dohrow Jörg Lawrenz                   | 7:20,2 min           | ASV KölnHoffmann Willi Gammel Milbrandt                                               | 7:22,0 min            |
| 20-km-Gehen                                 | Karl-Heinz Pape (TSV Lebenstedt)                                                     | 1:35:15,4 h00        | Herbert Staubach (Meidericher SV)                                    | 1:35:52,0 h00        | Hans-Jürgen Paul (Berliner SC)                                                        | 1:36:35,4 h00         |
| 20-km-Gehen, Mannschaftswertung             | Meidericher SVHerbert Staubach Werner Schmitz Hans Seiler                            | 5:04:54,4 h00        | Berliner SCHans-Jürgen Paul Gert Jannsen Kemper                      | 5:05:28,0 h00        | Post-SV TübingenKurt Schreiber Horst Sturm Ernst Lörcher                              | 5:13:47,4 h00         |
| 50 km Gehen                                 | Julius Müller (Eintracht Frankfurt)                                                  | 4:36:02,6 h00        | Siegmut Halboth (Eintracht Frankfurt)                                | 4:42:24,8 h00        | Johannes Schmitz (LGO Euskirchen)                                                     | 4:44:08,4 h00         |
| 50 km Gehen, Mannschaftswertung             | Eintracht FrankfurtJulius Müller Siegmut Halboth Claus Bartels                       | 14:07:56,6 h00       | Eintracht BraunschweigHeinz Mayr Lothar Wrase Walter Stoltz          | 14:50:35,4 h00       | SV FriedrichsgabeGerd Nickel Uwe Ermisch Harald Michelsen                             | 15:14:45,6 h00        |
| Hochsprung                                  | Herbert Hopf (TG Würzburg)                                                           | 2,01 m               | Peter Riebensahm (USC Mainz)                                         | 1,98 m               | Wolfgang Schillkowski (TB Wülfrath)                                                   | 1,98 m                |
| Stabhochsprung                              | Dieter Möhring (VfL Wolfsburg)                                                       | 4,50 m               | Wolfgang Reinhardt (Turnerschaft Göppingen)                          | 4,40 m               | Rainer Schmelz (Rot-Weiß Oberhausen)                                                  | 4,30 m                |
| Weitsprung                                  | Manfred Steinbach (USC Mainz)                                                        | 7,74 m               | Wolfgang Klein (Hamburger SV)                                        | 7,69 m               | Manfred Molzberger (ASV Köln)                                                         | 7,53 m                |
| Dreisprung                                  | Günter Zeiß (KSV Hessen Kassel)                                                      | 15,78 m              | Manfred Bäcker (SV Siemens Nürnberg)                                 | 15,73 m              | Heinrich Fröhling (SuS Schwarz-Gelb Unna)                                             | 15,43 m               |
| Kugelstoßen                                 | Dietrich Urbach (TSV 1860 München)                                                   | 17,57 m              | Josef Klik (KSV Hessen Kassel)                                       | 16,44 m              | Friedhard Zastrow (TSV Gaarden/Kiel)                                                  | 16,43 m               |
| Diskuswurf                                  | Jens Reimers (Rot-Weiß Oberhausen)                                                   | 52,53 m              | Josef Klik (KSV Hessen Kassel)                                       | 52,38 m              | Ferdinand Schladen (KTV Südstern Bonn)                                                | 51,96 m               |
| Hammerwurf                                  | Hans Fahsl (Schwarz-Weiß Westende Hamborn)                                           | 60,31 m              | Siegfried Perleberg (TSV Bayer 04 Leverkusen)                        | 59,12 m              | Heinrich Liewald (USC Mainz)                                                          | 58,92 m               |
| Speerwurf                                   | Hermann Salomon (USC Mainz)                                                          | 76,89 m              | Heinrich Zametzer (Post-SV München)                                  | 76,42 m              | Rolf Herings (TSV Bayer 04 Leverkusen)                                                | 75,79 m               |
| Fünfkampf, 1952er W. 2. Zeile: 1985er Wert. | Hermann Salomon (USC Mainz)                                                          | 3536 P (3757 P)      | Gerold Jericho (TSG Tübingen)                                        | 3528 P (3765 P)      | Manfred Heide (TSV Neustadt am Rübenberge)                                            | 3453 P (3741 P)       |
| Fünfkampf, Mannschaftswertung               | USC MainzHermann Salomon Peter Mörbel Hugo Spindler                                  | 9272 P               | ASV KölnKlaus Förste Klaus Dummer Joachim Janeke                     | 9178 P               | VfL StadeHermann Baumgarten Helmut Siefken Klaus Brokelmann                           | 8915 P                |
| Zehnkampf, 1952er W. 2. Zeile: 1985er Wert. | Manfred Bock (Hamburger SV)                                                          | 7893 P (7603 P)      | Werner von Moltke (Stuttgarter Kickers)                              | 7685 P (7451 P)      | Willi Holdorf (TSV Bayer 04 Leverkusen)                                               | 7676 P (7428 P)       |
| Zehnkampf, Mannschaftswertung               | USC MainzHans-Joachim Walde Jürgen Schäps Manfred Jansche                            | 19.834 P             | TSV Bayer 04 LeverkusenWilli Holdorf Ingo Schönewolf Armin Baumert   | 19.830 P             | Stuttgarter KickersWerner von Moltke Wolfgang Fischer Uwe Kowarsch                    | 18.978 P              |
| Waldlauf Mittelstrecke – 2,5 km             | Karl Eyerkaufer (FSV Frankfurt)                                                      | 7:00,0 min           | Heinz Böthling (VfL Wolfsburg)                                       | 7:03,4 min           | Heinz Böthling (VfL Wolfsburg)                                                        | 7:04,0 min            |
| Waldlauf Mittelstrecke, Mannschaftswertung  | Hamburger SVHans-Joachim Blatt Wilhelm-Rüdiger Böhme Fritz Stutzer                   | 21 P (Plätze 5/6/11) | VfL WolfsburgHeinz Böthling Werner Girke Kühl                        | 25 P (Plätze 2/3/21) | TSV 1860 MünchenBruno Unseld Matt Helmut Wildl                                        | 33 P (Plätze 4/8/23)  |
| Waldlauf Langstrecke – 10,0 km              | Peter Kubicki (SCC Berlin)                                                           | 29:33,0 min          | Roland Watschke (VfL Wolfsburg)                                      | 29:38,0 min          | Horst Flosbach (Solinger LC)                                                          | 29:46,4 min           |
| Waldlauf Langstrecke, Mannschaftswertung    | Solinger LCHorst Flosbach Hans Hüneke Günter Nordhausen                              | 15 P (Plätze 3/4/11) | Polizei-SV HannoverErich Vellage Wolfgang Fricke Werner Klingner     | 30 P (Plätze 5/7/27) | VfL WolfsburgRoland Watschke Alfons Ida Hermann Schnelle                              | 36 P (Plätze 2/16/33) |

## Medaillengewinnerinnen Frauen
| Disziplin                     | Gold                                                                          | Leistung              | Silber                                                                                    | Leistung              | Bronze                                                                                | Leistung               |
| ----------------------------- | ----------------------------------------------------------------------------- | --------------------- | ----------------------------------------------------------------------------------------- | --------------------- | ------------------------------------------------------------------------------------- | ---------------------- |
| 100 m                         | Jutta Heine (ASV Köln)                                                        | 11,6 s00              | Renate Bronnsack (USC Heidelberg)                                                         | 11,8 s00              | Maren Collin (Wuppertaler SV)                                                         | 11,9 s00               |
| 200 m                         | Jutta Heine (ASV Köln)                                                        | 23,8 s00              | Maria Jeibmann geb. Arenz (DSD Düsseldorf)                                                | 24,5 s00              | Johanna Gaiser (TSV München-Ost)                                                      | 25,0 s00               |
| 400 m                         | Helga Henning (Hannover 96)                                                   | 54,8 s00              | Veronika Kummerfeldt geb. Mitgude (TuS Empelde)                                           | 55,4 s00              | Maria Jeibmann geb. Arenz (Deutscher Sportklub Düsseldorf)                            | 55,9 s00               |
| 800 m                         | Veronika Kummerfeldt geb. Mitgude (TuS Empelde)                               | 2:10,2 min            | Anita Wörner (SV Phönix Ludwigshafen)                                                     | 2:12,1 min            | Rosemarie Nitsch (Post-SG Mannheim)                                                   | 2:12,6 min             |
| 80 m Hürden                   | Erika Fisch (Hannover 96)                                                     | 10,7 s00              | Ingrid Schlundt (ASV Köln)                                                                | 10,9 s00              | Jutta Stöck (Hamburger SV)                                                            | 11,0 s00               |
| 4 × 100 m Staffel             | ASV KölnJutta Cordes Ingrid Schlundt Renate Potgieter geb. Junker Jutta Heine | 46,6 s00              | TSV 1860 MünchenInge Schell Martha Pensberger geb. Langbein Günthner Erika Strößenreuther | 47,8 s00              | OSV HördeWilma Fabert Tölle Michel Helga Bergeest                                     | 48,0 s00               |
| Hochsprung                    | Ingrid Becker (LG Geseke)                                                     | 1,67 m                | Heidemarie Hummel (Turnerschaft Göppingen)                                                | 1,64 m                | Erika Strößenreuther (TSV 1860 München)                                               | 1,64 m                 |
| Weitsprung                    | Helga Hoffmann (ATSV Saarbrücken)                                             | 6,35 m                | Ingrid Becker (LG Geseke)                                                                 | 6,26 m                | Renate Potgieter geb. Junker (ASV Köln)                                               | 6,19 m                 |
| Kugelstoßen                   | Marlene Klein (LGO Euskirchen)                                                | 14,82 m               | Hannelore Keydel (TSV Bayer 04 Leverkusen)                                                | 14,30 m               | Brigitte Bulla (OSC Berlin)                                                           | 13,63 m                |
| Diskuswurf                    | Kriemhild Hausmann (Preussen Krefeld)                                         | 51,91 m               | Hanna Reinhold (Hannover 96)                                                              | 49,58 m               | Marlene Klein (LG Olympia Euskirchen)                                                 | 48,26 m                |
| Speerwurf                     | Anneliese Gerhards geb. Jansen (TV Lobberich)                                 | 51,47 m               | Margot Kowalewski (ASV Berlin)                                                            | 49,00 m               | Ilse Junghänel (1. FC Schwandorf)                                                     | 48,38 m                |
| Fünfkampf, 1955er Wertung     | Jutta Heine (ASV Köln)                                                        | 4751 P                | Helga Hoffmann (ATSV Saarbrücken)                                                         | 4616 P                | Erika Fisch (Hannover 96)                                                             | 4481 P                 |
| Fünfkampf, Mannschaftswertung | ASV KölnJutta Heine Renate Potgieter geb. Junker Ingrid Schlundt              | 13.108 P              | Hamburger SVJutta Stöck Leonore Koch geb. Tauer Hilke Thymm                               | 12.633 P              | Hannover 96Erika Fisch Helga Henning Renate Rose                                      | 12.411 P               |
| Waldlauf – 1,2 km             | Antje Gleichfeld geb. Braasch (TuS Alstertal Hamburg)                         | 3:55,5 min            | Edith Schiller (Polizei SV Köln)                                                          | 3:58,8 min            | Veronika Kummerfeldt geb. Mitgude (TuS Empelde)                                       | 4:00,8 min             |
| Waldlauf, Mannschaftswertung  | TV Hasse-Winterbek KielBarbara Decker M. Scheuer D. Scheuer                   | 17 P (Plätze 7/12/13) | TuS EmpeldeVeronika Kummerfeldt geb. Mitgude Käthe Degens Dagmar Tiesel                   | 25 P (Plätze 3/17/22) | OSC WaldnielMaria Strickling geb. Inderfurth Anni Pede geb. Erdkamp Josefine Bongartz | 39 P (Plätze 15/26/27) |

## Videolink
- Filmausschnitte u. a. von den Deutschen Leichtathletik-Meisterschaften auf filmothek.bundesarchiv.de, Bereich: 0:18 min bis 2:36 min, abgerufen am 3. April 2021